# Junior Eurovision Song Contest 2012
Der 10. Junior Eurovision Song Contest fand am 1. Dezember 2012 in der Heineken Music Hall in Amsterdam (Niederlande) statt.

## Teilnehmer

Teilnehmer im Jahr 2012
Länder, die in der Vergangenheit teilgenommen haben, jedoch nicht 2012

Mit zwölf teilnehmenden Ländern war der Wettbewerb der bis dahin kleinste seit 2003. Mit Mazedonien, Litauen, Lettland und Bulgarien sagten vier Länder, die 2011 noch teilgenommen hatten, für den Contest in Amsterdam ab. Die EBU konnte aber drei neue Länder zu einer Teilnahme überreden: Israel, Albanien und Aserbaidschan traten allesamt zum ersten Mal an, Aserbaidschan zog sich zwei Jahre später zurück und kehrte erst 2018 wieder. Albanien und Israel nahmen schon im folgenden Jahr nicht mehr teil, kehrten aber 2015 bzw. 2016 zurück.
Lerika, die in diesem Jahr mit ihrem Lied Sensatsiya für Russland antrat und 2011 mit dem Song No, No für Moldau Platz 6 belegte, ist die erste Sängerin beim JESC, die für zwei unterschiedliche Länder antrat. Bereits im letzten Jahr wurde Russland von einer Wiederkehrerin (Jekaterina Rjabowa) vertreten, obwohl es eine Regel gibt, die mehrmalige Teilnahmen am JESC verbietet.
Anastassija Petryk, die Gewinnerin, hat eine ältere Schwester, Wiktorija Petryk, die auch in Amsterdam vor Ort war und sie begleitete. Wiktoria erreichte beim JESC 2008 in Limassol den zweiten Platz. Somit sind die Petryk-Schwestern die erfolgreichsten Geschwister beim Wettbewerb mit einem ersten und einem zweiten Platz.

## Besonderheiten
Eröffnet wurde die Show von der Vorjahresinterpretin der Niederlande, Rachel Traets, die den ESC-Siegertitel Euphoria von Loreen sang. Als Pausenfüller traten auch die Moderatorin Kim-Lian van der Meij und der Sieger von 2009, Ralf Mackenbach auf. Van der Meij sang dabei den Titel Break The Ice, ein Lied, das extra für diesen Wettbewerb in Anlehnung an dessen Motto geschrieben wurde. Zudem traten alle zwölf Interpreten zusammen auf der Bühne auf, um gemeinsam den Song We Can Be Heroes zu singen.
Kim-Lian van der Meij ist die erste Moderatorin, die den JESC mehrmals moderiert hat. Sie war bereits 2007 in Rotterdam Moderatorin des Wettbewerbs. Mit 12 Beiträgen war dies der kleinste Eurovision Song Contest seit 1970, als der ESC ebenfalls in Amsterdam stattfand.
| Platz | Nr. | Land          | Sprache                                    | Interpret                        | Lied                                                                                                | Übersetzung                               | Punkte |
| ----- | --- | ------------- | ------------------------------------------ | -------------------------------- | --------------------------------------------------------------------------------------------------- | ----------------------------------------- | ------ |
| 01.   | 09  | Ukraine       | Ukrainisch, Englisch                       | Anastassija Petryk               | Nebo (Небо) M/T: Anastassija Petryk                                                                 | Himmel                                    | 138    |
| 02.   | 10  | Georgien      | Georgisch                                  | Funkids                          | Funky lemonade M: Giga Kukhianidze & Funkids; T: Nana Tsintsadze & Funkids                          | Funkelnde Limonade                        | 103    |
| 03.   | 08  | Armenien      | Armenisch, Englisch                        | Compass Band                     | Sweetie Baby M/T: Dawit Paronikjan                                                                  | Süßes Schätzchen                          | 098    |
| 04.   | 05  | Russland      | Russisch, Englisch                         | Lerika (Walerija Jengalytschewa) | Sensazija (Сенсация) M/T: Lerika                                                                    | Sensation                                 | 088    |
| 05.   | 04  | Belgien       | Niederländisch                             | Fabian                           | Abracadabra M/T: Jeroen Swinnen, Stefaan Fernande, Fabian Feyaerts                                  | Abrakadabra                               | 072    |
| 06.   | 02  | Schweden      | Schwedisch                                 | Lova Sönnerbo                    | Mitt mod M/T: Lova Sönnerbo, Janni Steffner, Lydia Westin Malm                                      | Mein Mut                                  | 070    |
| 07.   | 12  | Niederlande   | Niederländisch                             | Femke                            | Tik Tak Tik M: Femke Meines, Anne Kees Meines, Tjeerd Oosterhuis; T: Femke Meines, Anne Kees Meines | Tick Tack Tick                            | 069    |
| 08.   | 06  | Israel        | Hebräisch, Englisch, Französisch, Russisch | Kids.il                          | Let the music win M/T: Kids.il & Ohad Hitman                                                        | Lasst die Musik gewinnen                  | 068    |
| 09.   | 01  | Belarus       | Belarussisch                               | Egor Zheshko                     | A more-more M: Egor Zheshko & Valery Shmat; T: Egor Zheshko                                         | Oh, Meer, Meer                            | 056    |
| 10.   | 11  | Moldau        | Rumänisch, Englisch                        | Denis Midone                     | Toate for fi M: Marian Stircea; T: Radmila Paraschiv                                                | Alles wird so sein                        | 052    |
| 11.   | 03  | Aserbaidschan | Aseri, Englisch                            | Omar & Suada                     | Girls and Boys (Dünya Sənindir) M: Jessica Appla & Simon Ellis; T: Jessica Appla & Zahra Badalbeyli | Mädchen und Jungen (Die Welt gehört euch) | 049    |
| 12.   | 07  | Albanien      | Albanisch                                  | Igzidora Gjeta                   | Kam një këngë vetëm për ju M: Xhavit Ujkani; T: Jorgo Papingji & Igzidora Gjeta                     | Ich habe ein Lied nur für dich            | 035    |

### Zurückkehrende Interpreten
| Land     | Interpret | Vorheriges Teilnahmejahr |
| -------- | --------- | ------------------------ |
| Russland | Lerika    | 2011 für Moldau          |

## Punkteverteilung
KJ = Kinderjury
|      |                                          | Ergebnis |    |    |    |    |    |    |    |    |    |    |    |    |    |
| Pkt. | KJ                                       | BY       | SE | AZ | BE | RU | IL | AL | AM | UA | GE | MD | NL |    |    |
| Land | Belarus                                  | 56       | 1  |    | 1  | 7  | 2  | 4  | 1  | 2  | 7  | 10 | 7  | 2  |    |
| Land | Schweden                                 | 70       | 6  | 7  |    | 1  | 5  | 5  | 7  | 12 | 2  | 2  |    | 7  | 4  |
| Land | Aserbaidschan                            | 49       | 2  | 2  | 3  |    | 1  | 3  |    | 10 |    | 5  | 8  |    | 3  |
| Land | Belgien                                  | 72       | 3  | 3  | 7  | 3  |    | 7  | 6  | 7  | 5  | 1  | 4  | 6  | 8  |
| Land | Russland                                 | 88       | 8  | 10 | 8  | 2  | 8  |    | 4  |    | 8  | 6  | 6  | 10 | 6  |
| Land | Israel                                   | 68       | 4  | 5  | 4  | 5  | 4  | 8  |    | 1  | 6  | 8  | 3  | 1  | 7  |
| Land | Albanien                                 | 35       |    |    |    | 12 |    |    | 3  |    | 1  |    | 1  | 4  | 2  |
| Land | Armenien                                 | 98       | 5  | 8  | 6  |    | 7  | 10 | 10 | 3  |    | 12 | 12 | 3  | 10 |
| Land | Ukraine                                  | 138      | 10 | 12 | 12 | 4  | 12 | 12 | 12 | 6  | 12 |    | 10 | 12 | 12 |
| Land | Georgien                                 | 103      | 12 | 6  | 10 | 8  | 6  | 6  | 8  | 5  | 10 | 7  |    | 8  | 5  |
| Land | Moldau                                   | 52       |    | 4  | 2  | 10 | 3  | 2  | 5  | 4  | 3  | 4  | 2  |    | 1  |
| Land | Niederlande                              | 69       | 7  | 1  | 5  | 6  | 10 | 1  | 2  | 8  | 4  | 3  | 5  | 5  |    |
| Land | Jedes Land erhält automatisch 12 Punkte. |          |    |    |    |    |    |    |    |    |    |    |    |    |    |

### Statistik der Zwölf-Punkte-Vergabe
| Anzahl | Land     | erhalten von                                                                |
| ------ | -------- | --------------------------------------------------------------------------- |
| 8      | Ukraine  | Armenien, Belgien, Israel, Moldau, Niederlande, Russland, Schweden, Belarus |
| 2      | Armenien | Georgien, Ukraine                                                           |
| 1      | Albanien | Aserbaidschan                                                               |
| 1      | Georgien | Kid′s Jury                                                                  |
| 1      | Schweden | Albanien                                                                    |

- Alle Länder erhielten zu Beginn 12 Punkte, weshalb kein Land 0 Punkte erreichen konnte.